# زکیه بایواترز
زکیه بایواترز (انگلیسی: Zakiya Bywaters؛ زادهٔ ۲۴ ژوئیهٔ ۱۹۹۱) بازیکن فوتبال اهل ایالات متحده آمریکا است.
از باشگاه‌هایی که در آن بازی کرده‌است می‌توان به شیکاگو رد استارز اشاره کرد.
وی همچنین در تیم‌های ملی فوتبال United States women's national under-17 soccer team, United States women's national under-20 soccer team، و زیر ۲۳ سال زنان ایالات متحده آمریکا بازی کرده‌است.